# Bülowstraße
Bülowstraße – ulica w Berlinie, w Niemczech, w dzielnicy Schöneberg, okręgu administracyjnym Tempelhof-Schöneberg. Liczy 1 100 m.
Przy ulicy znajduje się stacja metra linii U2 Bülowstraße.